# Marica Gamulin
Marica Gamulin (1929.) je hrvatska pjesnikinja s otoka Hvara. Piše pjesme na čakavskom narječju mjesta Jelse.
Sudjelovala je na nekim Susretima čakavskih pjesnikinja otoka Hvara (2007.).

## Djela
- Sarce u sarcu mojega škoja, 2004.